# Якубович, Надежда Васильевна
Наде́жда Васи́льевна Якубо́вич (род. 24 февраля 1954, Брестская область), в замужестве Парахина — советская легкоатлетка, специалистка по метанию копья. Выступала за сборную СССР по лёгкой атлетике в 1970-х годах, чемпионка двух Универсиад, победительница и призёрка первенств национального значения, участница летних Олимпийских игр в Монреале. Представляла Москву и спортивное общество «Спартак». Мастер спорта СССР международного класса. Тренер по лёгкой атлетике.

## Биография
Надежда Якубович родилась 24 февраля 1954 года в автогородке Нарутовичи Берёзовского района Брестской области Белорусской ССР.
Занималась лёгкой атлетикой в Москве под руководством заслуженного тренера России Альберта Семёновича Корогодского, состояла в добровольном спортивном обществе «Спартак». Окончила исторический факультет Московского государственного педагогического института им. В. И. Ленина.
В 1969 году стала чемпионкой Москвы и Всесоюзной спартакиады школьников в Ленинграде.
Впервые заявила о себе в лёгкой атлетике на международном уровне в сезоне 1975 года, когда вошла в состав советской сборной и выступила на Универсиаде в Риме — с результатом 61,72 метра превзошла здесь всех соперниц в метании копья и завоевала золотую медаль.
В 1976 году на чемпионате СССР в Киеве стала серебряной призёркой в метании копья (61,92), уступив только Светлане Бабич. Выиграла матчевую встречу со сборной США в Колледж-Парке (63,28). Благодаря череде удачных выступлений удостоилась права защищать честь страны на летних Олимпийских играх в Монреале — в программе метания копья благополучно преодолела предварительный квалификационный этап, тогда как в финале показала результат 59,16 метра и расположилась в итоговом протоколе соревнований на седьмой строке.
После монреальской Олимпиады Якубович осталась действующей спортсменкой и продолжила принимать участие в крупнейших международных стартах. Так, в 1977 году она победила на чемпионате СССР в Москве (60,78) и на Универсиаде в Софии (61,42), была третьей на Кубке Европы в Хельсинки (61,84) и второй на Кубке мира в Дюссельдорфе (62,02).
В мае 1983 года на соревнованиях в Москве установила свой личный рекорд в метании копья — 63,68 метра.
За выдающиеся спортивные достижения удостоена почётного звания «Мастер спорта СССР международного класса» (1976).
По завершении спортивной карьеры с 1989 года работала тренером по лёгкой атлетике, инструктор-тренер ГБУ «СШОР № 82» Москомспорта.